# 東京原子核クラブ
『東京原子核クラブ』（とうきょうげんしかくクラブ）は、マキノノゾミの戯曲である。1997年1月に東京国際フォーラムで初演され、以降複数回にわたり、六本木俳優座劇場、渋谷パルコ劇場などで、俳優座劇場、劇団M.O.Pにより公演された。初演の年に読売文学賞戯曲・シナリオ賞を受賞した。本作は東京国際フォーラムのこけら落とし公演のために書き下ろされた作品である。後に戯曲集として書籍化された。
この作品は戦前の下宿屋を舞台とした青春群像劇であり、一癖も二癖もある下宿の住人たちや、情に厚い大家、男勝りなその娘が織りなすコメディである。一方で舞台が後半に差しかかると、戦争により暗い影がさすようになり、シリアスな場面が中心となる。主人公の友田はノーベル賞物理学者の朝永振一郎がモデルである。

## あらすじ
昭和7年、東京・本郷にある古い洋館を改造した下宿屋「平和館」で、理化学研究所に勤める新米物理学者、友田は研究所のレベルの高さに自信喪失し、部屋を引き払い故郷へ帰ろうとしていた。そこへ研究所の先輩、武山がやってくる。武山は友田の決意をつゆ知らず、友田の研究が認められこれから忙しくなると言い残し、自室に仮眠をとりにいく。友田は研究所に残る決意をする。
ギャンブル狂いのピアニストや、正体不明のあやしい女、飲んだくれの売れない劇作家、先輩研究者、男やもめの大家と、男勝りな娘など。平和館の住人はあやしくも個性的で愉快な人びとであった。
やがて戦争の時代となり、住人たちの生活も一変する。

## 出演
ここでは上演された劇場と年で分ける。

### 東京国際フォーラム（1997年）
- 友田晋一郎 - 有馬自由
- 橋場大吉 - 木下政治
- 早坂一平 - 三上市朗
- 大久保桐子 - 南谷朝子
- 箕面富佐子 - キムラ緑子
- 武山真先 - 久松信美
- 大久保彦次郎 - 酒井高陽
- 谷川清彦 - 大久保仁志
- 小森敬文 - 小市慢太郎
- 狩野良介 - 茅野イサム
- 西田義雄 - 杉山良一
- 林田清太郎 - 奥田達士
- ラジオの声 - 川下大洋
- 演出 - マキノノゾミ

### パルコ劇場（1999年）
1999年5月30日から6月10日までPARCO劇場、6月12日から15日まで近鉄小劇場、6月17日にアートピアホール（愛知県）、6月21日にかめありリリオホール（東京都）、6月23日・24日にJMSアステールプラザ 中ホール、6月25日にももちパレス・ももち文化センターで上演された。

#### キャスト（1999年）
- 友田晋一郎 - 西川忠志
- 橋場大吉 - 木下政治
- 早坂一平 - 三上市朗
- 大久保桐子 - 南谷朝子
- 箕面富佐子 - キムラ緑子
- 武山真先 - 阿南健治
- 大久保彦次郎 - 酒井高陽
- 谷川清彦 - 大家仁志
- 小森敬文 - 小市慢太郎
- 狩野良介 - 大石継太
- 西田義雄 - 小林勝也
- 林田清太郎 - 奥田達士
- ラジオの声 - 川下大洋
- 演出 - マキノノゾミ

### 俳優座劇場プロデュース（2006年）
- 友田晋一郎 - 田中壮太郎
- 橋場大吉 - 石井揮之
- 早坂一平 - 千葉哲也
- 大久保桐子 - 小飯塚貴世江
- 箕面富佐子 - 西山水木
- 武山真先 - 田中美央
- 大久保彦次郎 - 坂口芳貞
- 谷川清彦 - 檀臣幸
- 小森敬文 - 佐川和正
- 狩野良介 - 渡辺聡
- 西田義雄 - 山本龍二
- 林田清太郎 - 佐藤滋
- 演出 - 宮田慶子

### 俳優座劇場プロデュース（2008年 - 2012年）
2008年8月から俳優座劇場にて上演。
- 友田晋一郎 - 田中壮太郎
- 橋場大吉 - 石井揮之
- 早坂一平 - 若杉宏二
- 大久保桐子 - 小飯塚貴世江
- 箕面富佐子 - 西山水木
- 武山真先 - 田中美央
- 大久保彦次郎 - 二瓶鮫一
- 谷川清彦 - 檀臣幸
- 小森敬文 - 佐川和正
- 狩野良介 - 渡辺聡
- 西田義雄 - 外山誠二
- 林田清太郎 - 佐藤滋
- 演出 - 宮田慶子

### Geki地下Liberty（2014年）
2014年に劇団のconne-colleがvol.13として上演。
- 青木順哉
- 我妻美緒
- 井田智美
- 内山陽平
- 大神田敦
- 國井有
- 沢田冬樹
- 椎葉祥浩
- 塩見和由
- 堀健二郎
- 松島庄吉郎
- 山崎泰平
- 演出 - 若松泰弘

### 阿佐ヶ谷アルシェ（2017年）
2017年に劇団大学五年生が旗揚げ公演として上演。
- 飯田雄太
- 小牧圭
- 石上遼
- 藤田愛実
- 紫川光
- 堂本一幸
- 大内悟道（コントグループシル）
- 土屋達義
- 鈴木裕大
- 佐々木城光
- 南部俊人
- 演出 - ちゅうまんともひろ（出演も兼ねる）

### 本多劇場（2021年）
2021年1月に本多劇場にて上演。一部公演の中止、開演時間の変更、及び昼公演の追加が行われた。
- 友田晋一郎 - 水田航生
- 橋場大吉 - 大村わたる
- 早坂一平 - 加藤虎ノ介
- 大久保桐子 - 平体まひろ
- 箕面富佐子 - 霧矢大夢
- 武山真先 - 上川路啓志
- 大久保彦次郎 - 小須田康人
- 谷川清彦 - 石田佳央
- 小森敬文 - 荻野祐輔
- 狩野良介 - 久保田秀敏
- 西田義雄 - 浅野雅博
- 林田清太郎 - 石川湖太朗
- 演出 - マキノノゾミ

### 学生演劇
- 2021年に京都芸術大学舞台芸術学科2021年度3年生の授業発表公演が行われている[6]。

## 書籍
- 『「東京原子核クラブ」「フユヒコ」マキノノゾミ戯曲集』（小学館、1999年。ISBN 978-4-09-385112-1）
- 『マキノノゾミ1 東京原子核クラブ』（ハヤカワ演劇文庫、2008年。ISBN 978-4-15-140016-2）。マキノ自身による詳細な演出ノート付。解説：宮田慶子、推薦文：沢田研二。